# Alexandre III de Kakhètia
Alexandre III, fou Djanisin (rei suplent) de Kakhètia del 1736 al 1738, mentre el seu oncle Teimuraz II de Kakhètia estava absent (com a ostatge a Kandahar).
Era fill de David II de Kakhètia. Estava casat amb Mariami, filla de Shanshe II Kvenipneveli-Sidamoni, eristhavi de Ksani. Va morir el 1739.